# Лагуна Хајтс (Тексас)
Лагуна Хајтс (енгл. Laguna Heights) насељено је место без административног статуса у америчкој савезној држави Тексас.

## Демографија
По попису из 2010. године број становника је 3.488, што је 1.498 (75,3%) становника више него 2000. године.
| Група             | 2000.         | 2010.         |
| Белци             | 127 (6,4%)    | 453 (13,0%)   |
| Афроамериканци    | 17 (0,9%)     | 23 (0,7%)     |
| Азијати           | 1 (0,1%)      | 5 (0,1%)      |
| Хиспаноамериканци | 1.857 (93,3%) | 3.006 (86,2%) |
| Укупно            | 1.990         | 3.488         |